# Izba Reprezentantów stanu Vermont

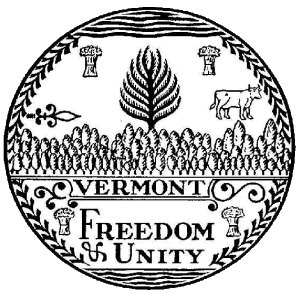

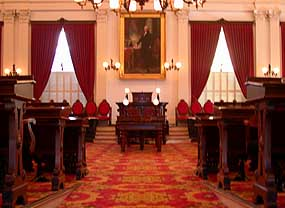
Siedziba Izby Reprezentantów

Izba Reprezentantów stanu Vermont (ang. Vermont House of Representatives) – izba niższa legislatury tego stanu (Vermont General Assembly).
W jej skład wchodzi 150 członków. 66 jest wyłanianych z okręgów jednomandatowych, zaś 42 z okręgów dwumiejscowych, tak że każdy członek Izby reprezentuje w przybliżeniu 4100 obywateli. Kadencja tego ciała trwa dwa lata, przy czym nie ma limitu następnych kadencji. Siedzibą legislatury jest Vermont State House w Montpelier.
Część członków Izby wyłania się w dwu-mandatowych okręgach, a oprócz Demokratów i Republikanów istnieje tam stała frakcja partii trzeciej: socjalistycznej Partii Postępowej, niezależna od dwóch głównych sił politycznych, ale współpracująca z demokratami. Jej wieloletni lider, Bernie Sanders, był w latach 1991–2007 jedynym niezależnym kongresmanem federalnym (stowarzyszonym z demokratami), zaś od 2007 senatorem, także w sojuszu, mimo swej silnej niezależności, z tą partią.

## Kierownictwo
Trzy główne pozycje w Izbie (spikera oraz liderów mniejszości i większości) są zajmowane przez kobiety.
Spiker:
Gaye Symington (Demokratka, 8. okręg Chittenden)
Liderka większości:
Carolyn Partridge (Demokratka, 4. okręg Windham)
Liderka mniejszości:
Margaret Flory (Republikanka, 6. okręg Rutland)

## Skład

### Kadencja 2005–2007
| Frakcja              | Reprezentacja |
| -------------------- | ------------- |
| Partia Demokratyczna | 83            |
| Partia Republikańska | 60            |
| Partia Postępowa     | 6             |
| Niezależni           | 1             |

Większość demokratyczna wynosiła 16 mandatów

### Kadencja od 2007
| Frakcja              | Reprezentacja | Zmiana od poprzedniej kadencji |
| -------------------- | ------------- | ------------------------------ |
| Partia Demokratyczna | 92            | +9                             |
| Partia Republikańska | 49            | -11                            |
| Partia Postępowa     | 6             | bez zmian                      |
| Niezależni           | 2             | +1                             |
| Wakaty               | 1             |                                |

Większość demokratyczna wynosi 35 mandatów